# Santa Marta, Extremadura
Santa Marta là một đô thị trong tỉnh Badajoz, Extremadura, Tây Ban Nha.
Nó có dân số 4.293 cư dân và diện tích 119,7 km2. Santa Marta có một môi trường chất lượng, không sở hữu ngành công nghiệp ô nhiễm.